# S (маршрут метро, Нью-Йорк)

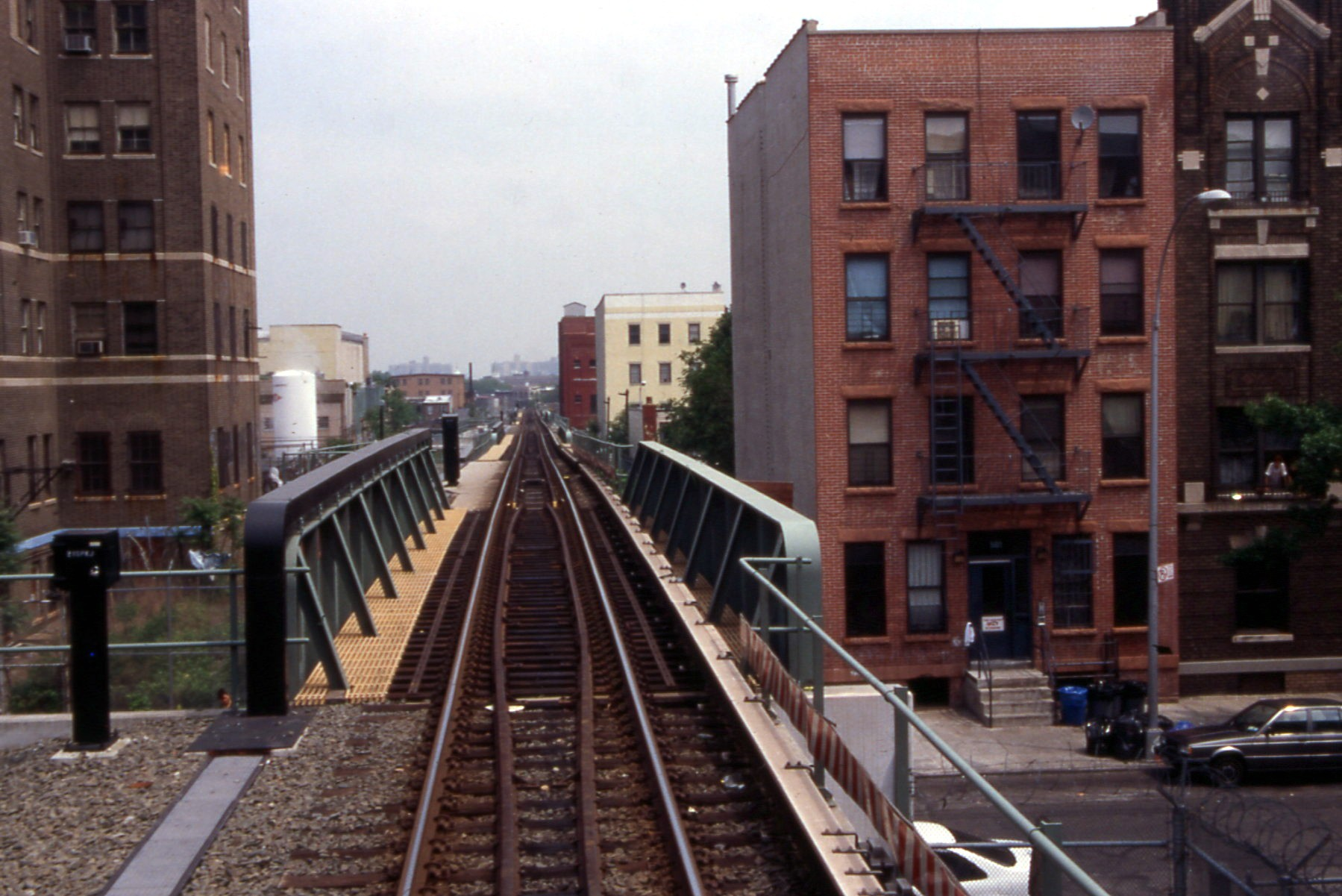
Единственный путь линии Франклин-авеню около станции Парк-Плейс

В системе Нью-Йоркского метро существуют три маршрута, помеченные буквой S и тёмно-серым цветом. Все эти маршруты считаются челночными (англ. shuttle), они имеют меньше станций, чем обычные маршруты, а поезда на них составлены из меньшего числа вагонов. На некоторых их станциях поезд движется в обе стороны по одному и тому же пути. Кроме того, есть маршруты, которые только ночью действуют как челноки.

## Маршруты S
На 2019 год действуют следующие челночные маршруты:
- S челнок Франклин-авеню.
- S челнок 42-й улицы (также называется Grand Central Shuttle и Times Square Shuttle, внутреннее обозначение 0).
- S челнок Рокавей-парка (также называемый Rockaway Shuttle, внутреннее обозначение H).

## Челноки, обозначенные иначе

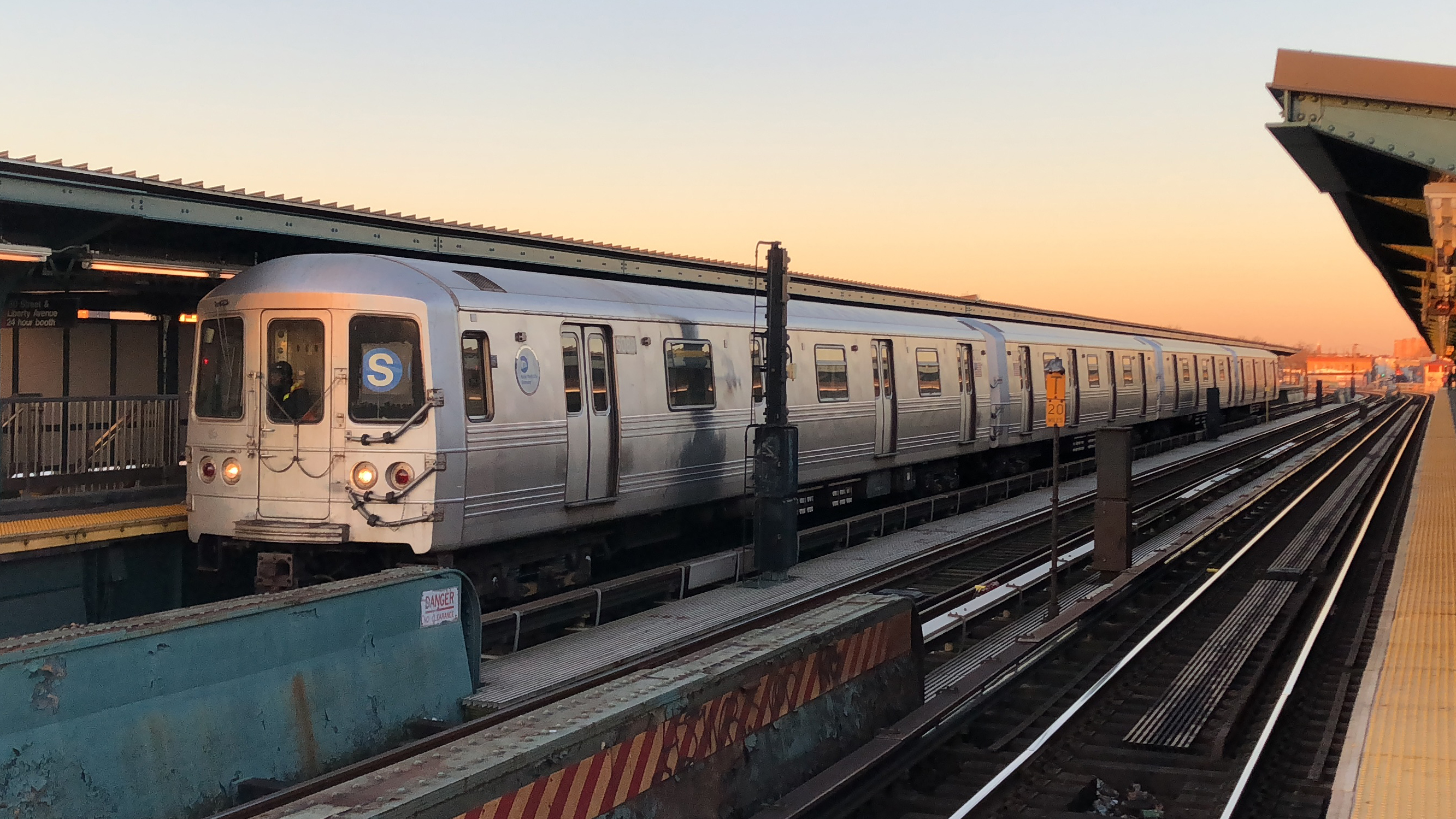
Челнок Леффертс-бульвара

Есть и другие челноки, которые не обозначены , так как они являются укороченными вариантами более длинных маршрутов, действующими только ночью, и сохраняют их обозначения:
- 5 (челнок Дайр-авеню). Изначально обозначался SS.
- A (челнок Леффертс-бульвара, в дополнение к регулярному А, идущему до станции Фар-Рокавей; на поездах и в расписании обозначается синим ).
- M (челнок Мертл-авеню). Первоначально, как и 5, обозначался SS.

## Бывшие маршруты S
Другие маршруты в прошлом тоже имели логотип S, это обозначение также имели временные челночные маршруты. До 1985 года все челноки имели логотип СС, так как S был выделен для специальных маршрутов до Aqueduct Racetrack. Лейбл SS появился впервые в 1967, когда все маршруты стали иметь обозначение.
Бывшими маршрутами, обозначавшимися S или SS, являются следующие:
- челнок Bowling Green — South Ferry Shuttle (с 1909 по 1977 годы)
- челнок Culver Shuttle (1954—1975 годы) (пути этого маршрута разобраны)
- челнок 63rd Street Shuttle (1998—1999 годы)
- челнок Grand Street Shuttle (2001—2004 годы)

### Челнок Lenox Terminal Shuttle (1905 — около 1970)
Челнок так был назван по линии, по которой проходил — Lenox Avenue Line. Этот маршрут проходил от 135th Street до 148th Street, когда 3 ещё не ходил. До 13 мая 1968 года челнок назывался 145th Street Shuttle и ходил только до 145th Street с 21:00 до 1:00. Маршрут был введён с 1918 года, но возможно работал ещё с 1905 года, когда была открыта линия IRT White Plains Road Line.
С 1969 по 1972 год челнок действовал вместе с введённым 3. Когда челночное обслуживание закончилось, точно неизвестно. Хоть с 10 сентября 1995 по 27 июля 2008 года было прекращено движение ночного 3, руководство все же предпочло заменить челнок бесплатным автобусным маршрутом.

### Челнок Myrtle Avenue Shuttle (1969—1973)
После закрытия западной части линии Myrtle Avenue Line до станции Myrtle Avenue 3 октября 1969 года MJ был закрыт, что повлекло за собой образование челнока M, ходившего ночью и в выходные дни. Тем не менее этот сервис был назван CC и рассматривался как вторая половинка полноценного M. Такое челночное движение продолжалось до объединения обеих частей M в единый маршрут в 1973 году.

### Челнок Nassau Street Shuttle (1999)
Этот челночный маршрут был введён на время реконструкции моста Williamsburg Bridge (с мая по сентябрь 1999). Этот маршрут работал ежедневно с 6:00 до 22:00. Челнок следовал от Essex Street до Broad Street (до Chambers Street в выходные дни). От Essex Street следовал автобус через Williamsburg Bridge до станции метро Marcy Avenue. Оттуда ходил поезд J.

## Бывшие челноки, обозначенные иначе
Некоторые челночные маршруты также обозначались Н или НН. Такие обозначения носили:
- челнок Court Street Shuttle (с 1936 по 1946 год)
- челнок Rockaway Park Shuttle (до 1993 года, когда лейбл маршрута был изменен на S)
- челнок Far Rockaway Shuttle (2012—2013 годы, после того как ураган «Сэнди» отрезал часть линии Рокавей от остальной системы)

Маршрут 3rd Avenue Elevated был обозначен 8. Тем не менее на поездах стоял не номер 8, а надпись SHUTTLE. Обслуживание этого маршрута было прекращено в 1973 году.